# New Year's Day
Singles de U2
A Celebration
(1982) Two Hearts Beat as One
(1983)
New Year's Day est une chanson du groupe de rock irlandais U2, sortie le 10 janvier 1983 sous le label Island Records. Enregistrée aux studios Windmill Lane à Dublin, elle est produite par l'Anglais Steve Lillywhite. C'est le premier single extrait de l'album War et l'un des deux morceaux les plus connus de ce disque avec Sunday Bloody Sunday. New Year's Day est à l'origine une ballade écrite par Bono pour sa femme et transformée en rock violent inspiré par le combat du mouvement Solidarność en Pologne. « En même temps, c'est une chanson d'amour, ajoute Bono. L'amour est toujours plus fort quand il y a une lutte en toile de fond. ». Le morceau est porté par la ligne de basse d'Adam Clayton , la voix de Bono et les jeux de piano et de guitare de The Edge.

Chantée une première fois lors d'un concert au Tiffany's à Glasgow le 1er décembre 1982, New Year's Day est interprétée dans presque toutes les tournées de U2 depuis près de 40 ans. C'est aussi un succès commercial. New Year's Day se classe numéro 10 en Angleterre et il est le premier 45 tours de U2 à entrer dans les charts américains avec une 53e place au Billboard Hot 100. La chanson est également apparue sur l'album live Under a Blood Red Sky le 21 novembre 1983 et sur les compilations The Best of 1980-1990 et U218 Singles, sortis respectivement en 1998 et 2006. Au bout du troisième album, U2 commence à percer et New Year's Day est un de ses fers de lance.

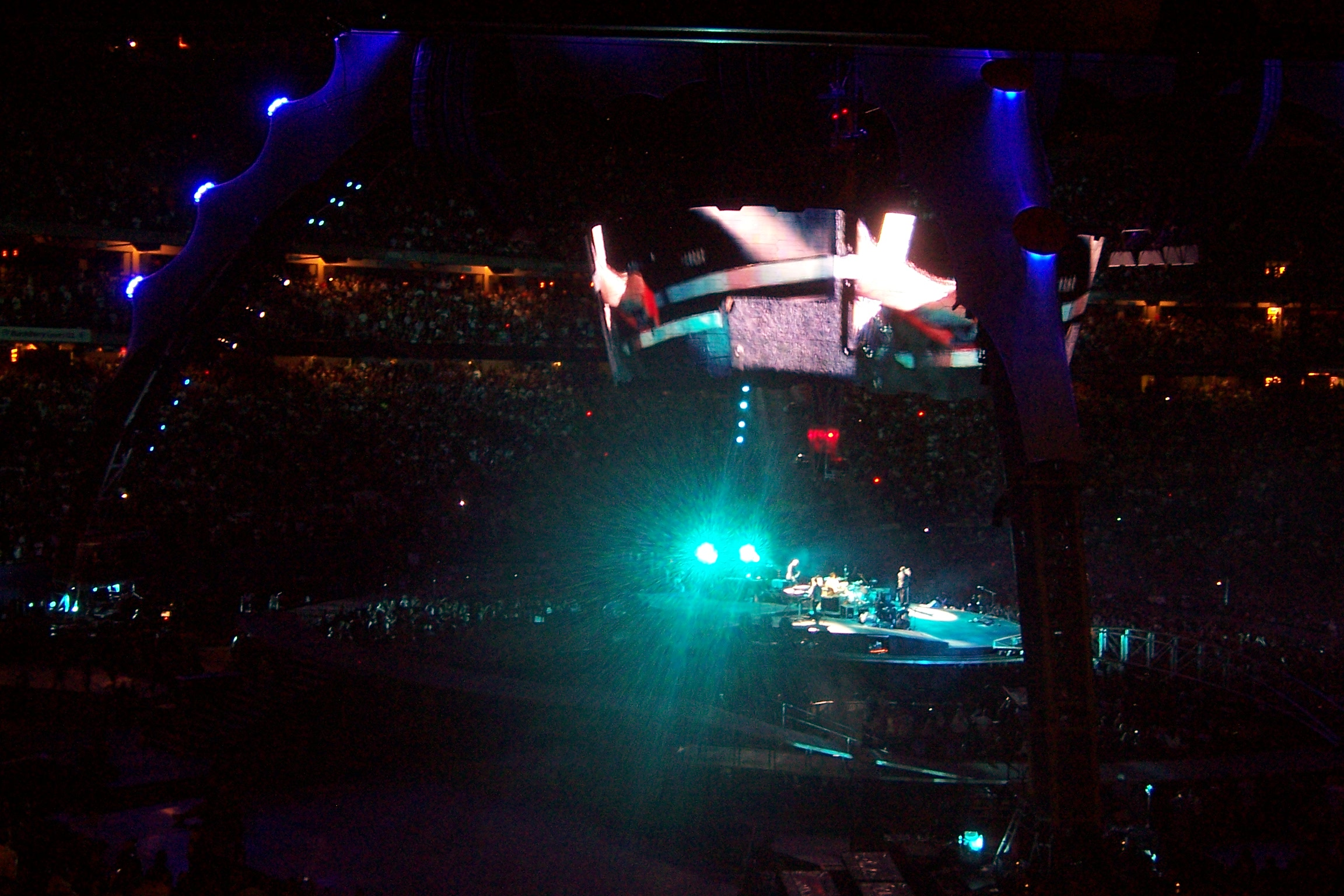
Durant le U2 360° Tour, le groupe interprète New Year's Day au Giants Stadium à New York le 23 septembre 2009.

## Historique

### Contexte
Après le demi-échec de l'album October, les membres de U2 sont à deux doigts de raccrocher les guitares lorsque l’accueil enthousiaste de leurs fans irlandais, en 1982, les pousse à continuer. Cependant, il est temps d’accélérer pour le groupe, qui décide d’orienter ses compositions vers un rock plus incisif et engagé. C’est ce tournant artistique que porte le titre New Year's Day, un morceau puissant et enveloppant.

La chanson s'inspire du mouvement polonais Solidarność, créé par Lech Wałęsa le 31 août 1980, pour lutter contre le régime communiste du général Jaruzelski et qui, à l’époque de l’enregistrement, vivait en résidence surveillée à Arłamów, loin de ses proches, à plus de 700 km de chez lui. Au moment où Bono écrit ce morceau, vient d’être annoncée que la loi martiale, en vigueur en Pologne depuis plus d’un an, sera suspendue le 31 décembre 1982 à minuit.

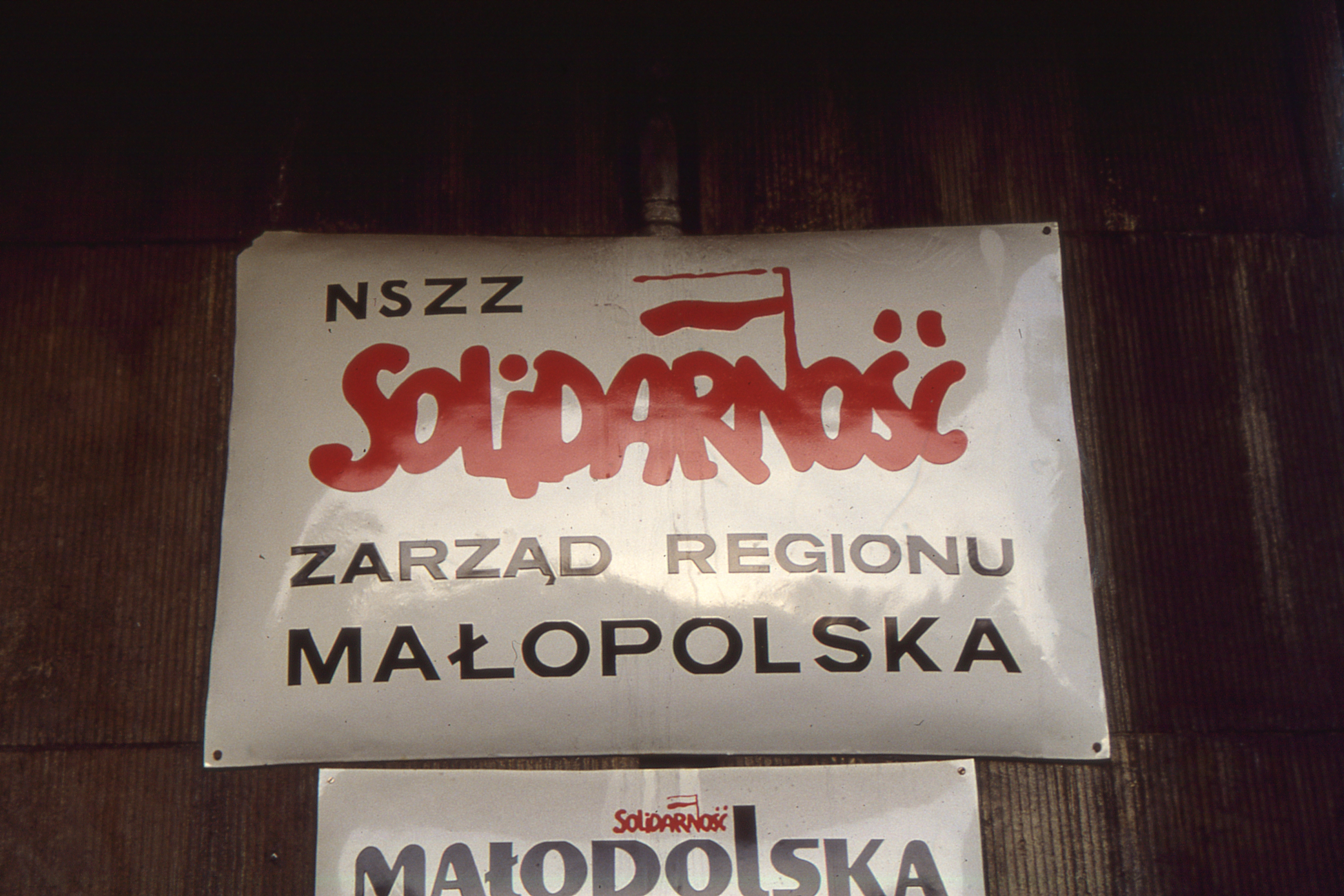
La chanson New Year's Day est inspirée par le combat du mouvement Solidarność de Lech Walesa au début des années 1980.

### Enregistrement et analyse du morceau
Aux studios Windmill Lane à Dublin, U2 a déjà enregistré plusieurs chansons de leur futur album. Jouant sur le Fade to Grey du groupe Visage, Adam Clayton trouve une ligne de basse pendant le réglage des micros. Le guitariste The Edge met ensuite le morceau au point au piano. Bono quant à lui, n'a toujours pas écrit les paroles de New Year's Day et doit improviser les paroles.
Il utilise alors une chanson qu’il avait écrite pour Alison Stewart, la femme qu’il vient tout juste d’épouser cet été 1982. C’est donc au départ une chanson d’amour qu’il va remanier pour en faire une chanson rock sur la paix et l’amour universel. Déplorant l'immobilisme (le passage « nothing changes in New Year's Day ») et appelant au changement, le morceau affirme courageusement que, bien que déchiré en deux, le monde peut aussi « ne faire qu'un ».
Côté musique, New Year's Day est mis en valeur par la ligne de basse d’Adam Clayton en introduction, la voix de Bono, le piano et la guitare électrique de The Edge. C'est un morceau de rock urgent et puissant, mû par une section rythmique verrouillée et une brûlante démonstration de The Edge, avec l'un de ses solos les plus spectaculaires. La voix de Bono est poussée à un degré d'émotion tel qu'on s'attend à ce que sa tête explose. Quant à la batterie, Larry Mullen Junior dira : « C'est une super chanson. Qu'est-ce qu'il s'est passé avec la batterie ? C'est tellement mécanique et droit. Avec un peu plus de temps, j'aurais pu trouver quelque chose de plus inventif. »  
New Year's Day préfigure le succès à venir de War, album contestataire que s’appropriera une jeunesse témoin des agitations en cours sur le continent européen. La tension et le succès ne redescendront pas avec l’autre single marquant de l’album, là encore en prise à une actualité sombre, Sunday Bloody Sunday.
À noter que la face B de New Year's Day, Treasure (Whatever Happened to Pete the Chop ?), enregistrée fin 1982, n’a jamais été jouée en live, bien qu’une version connue simplement sous le nom de However, Pete the Chop  ait été interprétée lors de certains concerts au début des années 1980.
En 1983, Bono a déclaré que, bien qu’il ait atteint le Top Ten, il ne croyait pas que New Year's Day était un single « pop » dans le sens où Mickie Most pourrait le définir, comme une composition musicale qui dure trois minutes et trois semaines dans les charts. « Je ne pense pas que nous aurions écrit ce genre de chansons. »

### Pochette du single
De couleur blanche, la couverture britannique présente une photo de Peter Rowen (le même garçon que celui photographié sur les pochettes de Boy et War) qui a grandi près du chanteur Bono en Irlande. Peter Rowen tient, sur le coté gauche de la pochette, un drapeau dont on ne voit pas le sommet. Le texte de la pochette, en haut à droite, est en gris et en noir. Dans d'autres pays, et selon le format, il est écrit en rouge ou en orange.

### La naissance deNew Year's Dayvue par Bono
Comme Bono le faisait souvent, il composait ses paroles sur place. « Nous improvisions, et les choses qui sont sorties, je les ai laissées sortir », a déclaré la star de U2. « J'ai dû penser à l'internement de Lech Walesa. Puis, alors que nous avions enregistré la chanson, ils ont annoncé que la loi martiale serait levée en Pologne le jour de l'an. Incroyable. »

### Anecdote
Le riff de basse d'ouverture de New Year's Day serait inspiré du Fade to Grey du groupe britannique Visage. Bono expliquera à propos de ce titre : « C'est une ligne de basse géniale, et la coupe de cheveux d’Adam est la clé de tout. Vous savez, il était allé à Londres et prétendait alors manifester une vague sympathie pour le mouvement des nouveaux romantiques. Ecoutez Fade To Grey et vous aurez un petit aperçu de New Year's Day. Mais notre partie de basse est meilleure que tout ce qu’on entendait à l’époque.

## Clip
La vidéo de New Year's Day a été l'une des premières à être diffusées sur MTV. Le clip a été réalisé par Meiert Avis (en) et tourné à Sälen en Suède en décembre 1982. Dans un paysage de neige, on y voit notamment U2 planter le drapeau blanc de la paix. The Edge a révélé dans l'autobiographie du groupe U2 by U2 que les quatre cavaliers visibles sur la vidéo, qui semblent être les membres de U2, sont en fait des adolescentes suédoises déguisées, avec des masques sur leurs visages. En effet, les membres du groupe ne s’étaient pas encore complètement remis du tournage de la veille sous le froid glacial de l’hiver suédois. Dans l'autobiographie, Adam Clayton indique également que Bono « ne portait ni bonnet en laine, ni sous-vêtements thermiques » pendant la vidéo, malgré le froid. Cela l’a presque empêché de chanter car « sa bouche a failli geler » selon The Edge. Le clip montre enfin des images de l’avancée des troupes soviétiques pendant la Seconde Guerre mondiale.
Le clip vidéo de New Year's Day dure 4:17, alors que la version album est plus longue avec 5:36. Sur le disque live Under a Blood Red Sky, le morceau interprété à Saint-Goarshausen en Allemagne le 20 août 1983 est 23 secondes plus longue que la vidéo. Dans les deux compilations du groupe, The Best of 1980-1990 en 1998 et U218 Singles en 2006, la durée de la chanson est presque identique à celle du clip.
En 2009, U2 a autorisé l’utilisation gratuite de New Year's Day dans un spot préparé par la Commission européenne. Ce clip publié sur YouTube montre une transformation de la Pologne au cours des 20 dernières années, mélangée à de courtes scènes de la Varsovie d’aujourd’hui, vues du point de vue d’une femme de 20 ans.

## New Year’s Dayen concert

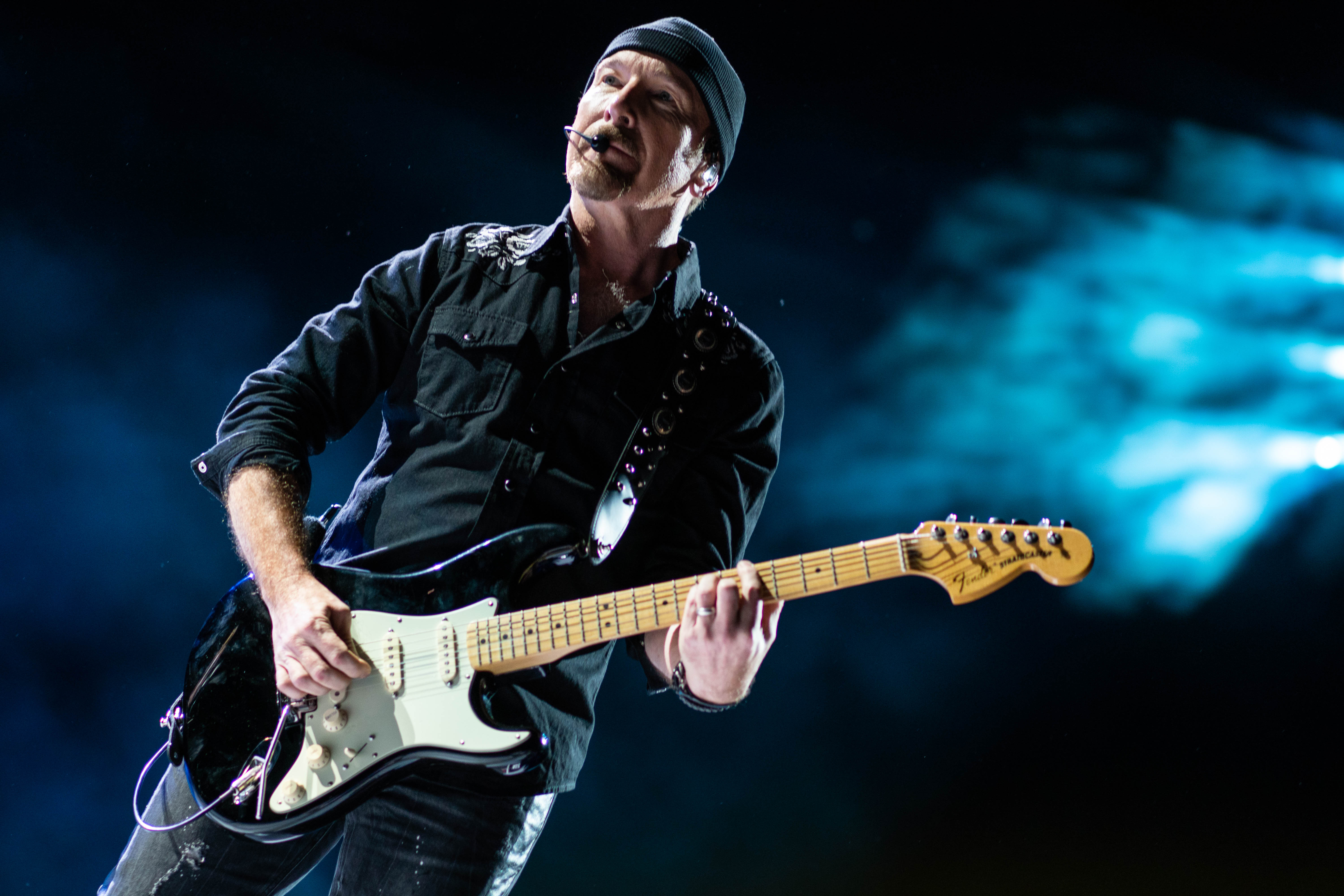
Le guitariste The Edge a utilisé une Fender Stratocaster pour jouer New Year's Day dans les années 1980 (ici sur scène à Tokyo en 2019).

New Year’s Day est l’une des sept chansons de U2 les plus jouées en concert. Interprétée une première fois au Tiffany's à Glasgow le 1er décembre 1982, elle le sera plus de 800 fois jusqu'à nos jours. Présente dans toutes les tournées du groupe, New Year’s Day n'a toutefois pas été chantée lors des 40 concerts donnés à la Sphère près de Las Vegas entre 2023 et 2024. Elle a aussi été jouée que trois fois lors de l'Innocence + Experience Tour en 2015.
En concert, The Edge alterne entre piano et guitare pendant le morceau. Dans les années 1980, il utilise une Fender Stratocaster et un piano électrique Yamaha CP-70 pour jouer la chanson sur scène. Ensuite, durant les années 1990 et 2000, il alterne entre une Gibson Les Paul Custom et une Les Paul Standard. À noter que la Les Paul que The Edge a utilisée lors de l’écriture de New Year’s Day a été vendue à des fins caritatives.

## Postérité
En 2003, le magazine Rolling Stone classe New Year's Day 427e dans son classement des 500 plus grandes chansons de tous les temps. En 2010, cette même revue reclasse la chanson à la 435e place. Le morceau apparait également dans l'ouvrage Pitchfork 500 qui rassemble 500 chansons importantes de 1977 à 2006. Le magazine Cash Box a déclaré dans sa critique contemporaine du single qu'« un rythme agité mais régulier pose les fondations de ce single austère, orienté AOR, d'un groupe de rock'n'roll qui réfléchit ». Les Inrockuptibles, dans leur hors-série hommage à U2 en 2017, disent que « même auprès de ceux que U2 indiffère, New Year's Day demeure l'exception notable, peut-être parce que la mélancolie qui sort des quelques notes de piano jouées par The Edge n'a rien d'affecté ». Pour Télérama, « quarante ans après la sortie de New Year's Day, le riff de basse, la mélodie de piano et le chant de Bono enflamment toujours autant. Et la main droite de The Edge, qui a beaucoup apporté à la guitare rythmique, fait des merveilles ».

## Listes des titres du single
| 1. | New Year's Day (version courte)               | 3:53 |
| 2. | Treasure (Whatever Happened to Pete the Chop) | 3:24 |

| 1. | New Year's Day (Edit)                         | 3:40 |
| 2. | Treasure (Whatever Happened to Pete the Chop) | 3:24 |

| 1. | New Year's Day (version spéciale)             | 4:16 |
| 2. | Treasure (Whatever Happened to Pete the Chop) | 3:24 |

| 1. | New Year's Day (version courte)                                                         | 3:53 |
| 2. | Treasure (Whatever Happened to Pete the Chop)                                           | 3:24 |
| 3. | Fire (Live à Werchter, 4 juillet 1982)                                                  | 3:45 |
| 4. | I Threw a Brick Through a Window" / "A Day Without Me (Live à Werchter, 4 juillet 1982) | 6:58 |

| 1. | New Year's Day (version album)                                                          | 5:35 |
| 2. | Treasure (Whatever Happened to Pete the Chop)                                           | 3:24 |
| 3. | Fire (Live à Werchter, 4 juillet 1982)                                                  | 3:45 |
| 4. | I Threw a Brick Through a Window" / "A Day Without Me (Live à Werchter, 4 juillet 1982) | 6:58 |

| 1. | New Year's Day (U.S. remix)         | 4:30 |
| 2. | Two Hearts Beat as One (U.S. remix) | 5:40 |

| 1. | New Year's Day (version album)                                                        | 5:35 |
| 2. | Treasure (Whatever Happened to Pete the Chop)                                         | 3:24 |
| 3. | Fire (Live à Werchter, 4 juillet 1982)                                                | 3:45 |
| 4. | I Threw a Brick Through a Window"/"A Day Without Me (Live à Werchter, 4 juillet 1982) | 6:58 |

## Classements
À sa sortie, New Year's Day se classe numéro 10 en Angleterre et permet au groupe d’entrer pour la première fois dans le top américain, avec une 53e place.
| Classement / pays (1983)            | Meilleure position |
| ----------------------------------- | ------------------ |
| Canada RPM Top 50                   | 41                 |
| France - SNEP                       | 17                 |
| Pays-Bas - MegaCharts               | 4                  |
| Irlande - Irish Singles Chart       | 2                  |
| Nouvelle-Zélande RIANZ              | 32                 |
| Norvège VG-lista                    | 9                  |
| Suède Sverigetopplistan             | 17                 |
| Royaume-Uni - UK Singles Chart      | 10                 |
| États-Unis - Billboard Hot 100      | 53                 |
| États-Unis - Mainstream Rock Tracks | 2                  |

## Remix de la chanson
Le 21 mai 2001, le groupe de dance Musique sort un remix de la chanson, « New Year’s Dub » qui dure 2:57. Le remix s’est classé dans les charts dans certains pays européens, notamment au Royaume-Uni et en Irlande, où il a culminé à la 15e et à la 13e place, respectivement. Il s’est également classé dans les charts en Australie, où il a culminé à la 74e place.